# Allocosa wittei
Allocosa wittei är en spindelart som beskrevs av Roewer 1959. Allocosa wittei ingår i släktet Allocosa och familjen vargspindlar.
Artens utbredningsområde är Kongo. Inga underarter finns listade i Catalogue of Life.